# 27. Międzynarodowy Festiwal Filmowy w Wenecji
27. Międzynarodowy Festiwal Filmowy w Wenecji odbył się w dniach 28 sierpnia – 10 września 1966 roku.
Jury pod przewodnictwem włoskiego pisarza Giorgio Bassaniego przyznało nagrodę główną festiwalu, Złotego Lwa, włoskiemu filmowi Bitwa o Algier w reżyserii Gillo Pontecorvo. Drugą nagrodę w konkursie głównym, Nagrodę Specjalną Jury, przyznano ex aequo amerykańskiemu obrazowi Chappaqua w reżyserii Conrada Rooksa oraz niemieckiemu filmowi Pożegnanie z dniem wczorajszym w reżyserii Alexandra Kluge.

## Członkowie jury

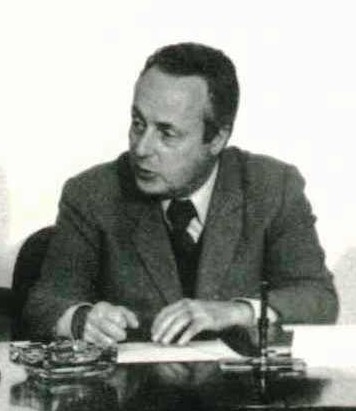
Przewodniczący jury konkursu głównego Giorgio Bassani

### Konkurs główny
- Giorgio Bassani, włoski pisarz − przewodniczący jury[2]
- Lindsay Anderson, brytyjski reżyser
- Luboš Bartošek, czechosłowacki krytyk filmowy
- Michel Butor, francuski pisarz
- Joris Ivens, holenderski reżyser
- Lewis Jacobs, amerykański krytyk filmowy
- Lew Kuleszow, rosyjski reżyser